# Яребковица
Яребковица (болг. Яребковица) — село в Болгарии. Находится в Софийской области, входит в общину Самоков. Население составляет 1 человек.

## География
Село Яребковица находится в горном массиве Верила, самая высокая вершина которой — Голям Дебелец. Село разделено на несколько хуторов — Мутафчийска,Конакчийска, Будинова, Кацарова, Андрова, Шунина,Терзийска, Славкова. К селу подходят дороги от соседних сёл — Крайници, Клисура, Дрен.

## История
Село основали жители села Чуйпетлово с южных склонов горы Витоша. Село Чуйпетлово около двух веков не было известно туркам, пока его случайно не обнаружил турецкий паша. Появление турок знаменовалось несправедливостями по отношению к местным жителям, часть которых бежали и основали сёла: Яребковица, Лисец и Плана. Занятием жителей было преимущественно овцеводство.
В июне 2006 в селе была открыта православная часовня на месте ранее стоявшей церкви. Часовню построил житель города Сапарева-Баня, владеющий садом в хуторе Андровата.
Бывшие жители села по каждому хутору собираются раз в году в установленную дату, обычно на Спасов день или на праздник Преображения Господня.

## Политическая ситуация
В местном кметстве Ковачевци, в состав которого входит Яребковица, должность кмета (старосты) исполняет Ягодинка Иванова Войчева (Болгарская социалистическая партия (БСП)) по результатам выборов правления кметства.
Кмет (мэр) общины Самоков — Ангел Симеонов Николов (БСП) по результатам выборов в правление общины.